# Keen Kutter
Keen Kutter é um nome comercial (marca) usado pela primeira vez pela Simmons Hardware Company de St. Louis, Missouri em 1866. O nome foi adotado como uma marca comercial pela "Simmons Hardware Company" em 1870 e foi usado em suas ferramentas e talheres da mais alta qualidade.

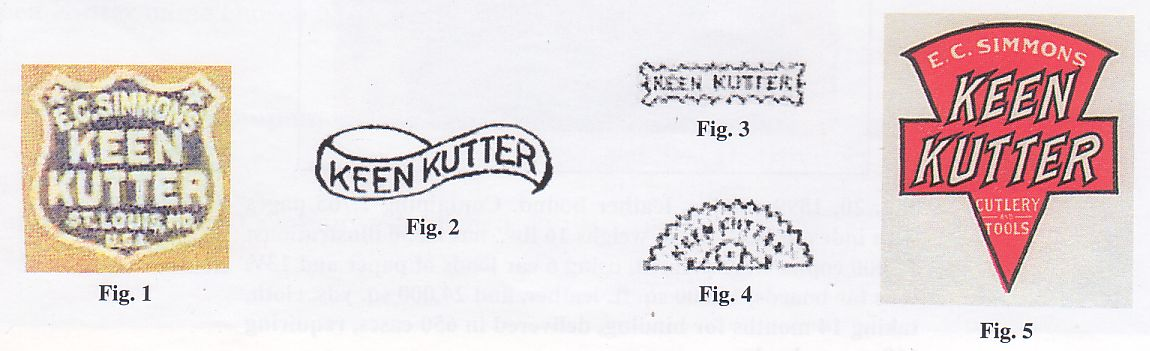
Alguns dos logotipos usados para a marca Keen Kutter.

Itens com a marca registrada Keen Kutter são considerados de colecionismo. Inúmeros itens produzidos têm colecionamento cruzado. Canivetes, ferramentas manuais, fechaduras ferroviárias e itens publicitários da Keen Kutter são de interesse de muitos colecionadores. Jerry e Elaine Heuring, autores de Collector's Guide To Keen Kutter, documentaram valores atuais e informações gerais em seus livros. O "The Hardware Companies Kollector's Klub", fundado em 1995, é outra grande fonte de informações para os colecionadores de itens da Keen Kutter.

## Galeria
Alguns dos produtos usando a marca Keen Kutter
- Lâmina de machado.
- Um picador.
- Aparelho de barbear.
- Gabinete de ferramentas.